# Euphoria (Enrique Iglesias)
Euphoria is het negende studioalbum en het eerste tweetalige album van de Spaans-Amerikaanse zanger Enrique Iglesias. Het album werd uitgebracht bij de platenlabels Universal Republic en Universal Music Latino. In Nederland werd het album al op 2 juli uitgebracht, terwijl Euphoria in de Verenigde Staten pas op 6 juli werd uitgebracht. Op dit album staan samenwerkingen met Akon, Usher, Pitbull, Nicole Scherzinger, Juan Luis Guerra en het Puerto Ricaanse duo Wisin & Yandel. De twee talen op dit album zijn Engels en Spaans.

## Singles
- De eerste single van Euphoria werd uitgegeven op 3 mei en was I Like It. Op deze single werkt de rapper Pitbull mee.
- Als tweede single van het album werd eind september Dirty Dancer uitgegeven, in samenwerking met zanger Usher.
- De derde single is Heartbeat
- Tonight (I'm F**ckin' You) is de vierde single van Euphoria

## Nummers
| 1.                 | I Like It (featuring Pitbull)                                    | Enrique Iglesias, RedOne, Lionel Richie, Armando Pérez                                                 | 3:52 |
| 2.                 | One Day at a Time (featuring Akon)                               | Akon, Iglesias, Nadir Khayat, Frankie Storm                                                            | 4:01 |
| 3.                 | Heartbeat (Enrique Iglesias song) (featuring Nicole Scherzinger) | Iglesias, Mark Taylor & Jamie Scott                                                                    | 4:17 |
| 4.                 | Dirty Dancer (featuring Usher)                                   | Evan Bogart, Iglesias, Nadir Khayat, Nuri, Quinones                                                    | 3:39 |
| 5.                 | Why Not Me?                                                      | | 3:36 |
| 6.                 | No Me Digas Que No (featuring Wisin & Yandel)                    | Iglesias, Descemer Bueno, Juan Morena Luna, Llandel Veguilla Malavé, Ernesto Padilla & Victor Martinez | 4:28 |
| 7.                 | Ayer                                                             | Descember Bueno, Iglesias                                                                              | 3:33 |
| 8.                 | Cuando Me Enamoro (featuring Juan Luis Guerra)                   | Iglesias, Descember Bueno                                                                              | 3:21 |
| 9.                 | Dile Que                                                         | Iglesias, Soronkin                                                                                     | 3:42 |
| 10.                | Tú y Yo                                                          | Iglesias, Syntek                                                                                       | 4:01 |
| 11.                | Heartbreaker                                                     | RedOne                                                                                                 | 4:05 |
| 12.                | Coming Home                                                      | | 4:00 |
| 13.                | Everything's Gonna Be Alright                                    | | 3:48 |
| 14.                | No Me Digas Que No                                               | Bueno, Iglesias                                                                                        | 4:07 |
| Totale duur: 54:20 |                                                                  | |      |

## Hitnoteringen

### NederlandseAlbum Top 100
| Hitnotering: (Week 1 t/m 15) 10-07-2010 t/m 16-10-2010 Hitnotering: (Week 16 t/m 18) 02-04-2011 t/m 16-04-2011 Hitnotering: (Week 19 t/m 22) 07-05-2011 t/m 28-05-2011 | Hitnotering: (Week 1 t/m 15) 10-07-2010 t/m 16-10-2010 Hitnotering: (Week 16 t/m 18) 02-04-2011 t/m 16-04-2011 Hitnotering: (Week 19 t/m 22) 07-05-2011 t/m 28-05-2011 | Hitnotering: (Week 1 t/m 15) 10-07-2010 t/m 16-10-2010 Hitnotering: (Week 16 t/m 18) 02-04-2011 t/m 16-04-2011 Hitnotering: (Week 19 t/m 22) 07-05-2011 t/m 28-05-2011 | Hitnotering: (Week 1 t/m 15) 10-07-2010 t/m 16-10-2010 Hitnotering: (Week 16 t/m 18) 02-04-2011 t/m 16-04-2011 Hitnotering: (Week 19 t/m 22) 07-05-2011 t/m 28-05-2011 | Hitnotering: (Week 1 t/m 15) 10-07-2010 t/m 16-10-2010 Hitnotering: (Week 16 t/m 18) 02-04-2011 t/m 16-04-2011 Hitnotering: (Week 19 t/m 22) 07-05-2011 t/m 28-05-2011 | Hitnotering: (Week 1 t/m 15) 10-07-2010 t/m 16-10-2010 Hitnotering: (Week 16 t/m 18) 02-04-2011 t/m 16-04-2011 Hitnotering: (Week 19 t/m 22) 07-05-2011 t/m 28-05-2011 | Hitnotering: (Week 1 t/m 15) 10-07-2010 t/m 16-10-2010 Hitnotering: (Week 16 t/m 18) 02-04-2011 t/m 16-04-2011 Hitnotering: (Week 19 t/m 22) 07-05-2011 t/m 28-05-2011 | Hitnotering: (Week 1 t/m 15) 10-07-2010 t/m 16-10-2010 Hitnotering: (Week 16 t/m 18) 02-04-2011 t/m 16-04-2011 Hitnotering: (Week 19 t/m 22) 07-05-2011 t/m 28-05-2011 | Hitnotering: (Week 1 t/m 15) 10-07-2010 t/m 16-10-2010 Hitnotering: (Week 16 t/m 18) 02-04-2011 t/m 16-04-2011 Hitnotering: (Week 19 t/m 22) 07-05-2011 t/m 28-05-2011 | Hitnotering: (Week 1 t/m 15) 10-07-2010 t/m 16-10-2010 Hitnotering: (Week 16 t/m 18) 02-04-2011 t/m 16-04-2011 Hitnotering: (Week 19 t/m 22) 07-05-2011 t/m 28-05-2011 | Hitnotering: (Week 1 t/m 15) 10-07-2010 t/m 16-10-2010 Hitnotering: (Week 16 t/m 18) 02-04-2011 t/m 16-04-2011 Hitnotering: (Week 19 t/m 22) 07-05-2011 t/m 28-05-2011 | Hitnotering: (Week 1 t/m 15) 10-07-2010 t/m 16-10-2010 Hitnotering: (Week 16 t/m 18) 02-04-2011 t/m 16-04-2011 Hitnotering: (Week 19 t/m 22) 07-05-2011 t/m 28-05-2011 | Hitnotering: (Week 1 t/m 15) 10-07-2010 t/m 16-10-2010 Hitnotering: (Week 16 t/m 18) 02-04-2011 t/m 16-04-2011 Hitnotering: (Week 19 t/m 22) 07-05-2011 t/m 28-05-2011 | Hitnotering: (Week 1 t/m 15) 10-07-2010 t/m 16-10-2010 Hitnotering: (Week 16 t/m 18) 02-04-2011 t/m 16-04-2011 Hitnotering: (Week 19 t/m 22) 07-05-2011 t/m 28-05-2011 |
| Week: | 1 | 2 | 3 | 4 | 5 | 6 | 7 | 8 | 9 | 10 | 11 | 12 | 13 |
| --- | --- | --- | --- | --- | --- | --- | --- | --- | --- | --- | --- | --- | --- |
| Positie: | 5 | 5 | 8 | 12 | 17 | 15 | 32 | 40 | 35 | 48 | 69 | 55 | 66 |
| Week: | 14 | 15 | | 16 | 17 | 18 | | 19 | 20 | 21 | 22 | | |
| Positie: | 76 | 99 | uit | 17 | 88 | 94 | uit | 99 | 100 | 95 | 95 | uit | |

### VlaamseUltratop 100Albums
| Hitnotering: (Week 1 t/m 18) 10-07-2010 t/m 06-11-2010 Hitnotering: (Week 19 t/m 30) 26-02-2011 t/m 14-05-2011 | Hitnotering: (Week 1 t/m 18) 10-07-2010 t/m 06-11-2010 Hitnotering: (Week 19 t/m 30) 26-02-2011 t/m 14-05-2011 | Hitnotering: (Week 1 t/m 18) 10-07-2010 t/m 06-11-2010 Hitnotering: (Week 19 t/m 30) 26-02-2011 t/m 14-05-2011 | Hitnotering: (Week 1 t/m 18) 10-07-2010 t/m 06-11-2010 Hitnotering: (Week 19 t/m 30) 26-02-2011 t/m 14-05-2011 | Hitnotering: (Week 1 t/m 18) 10-07-2010 t/m 06-11-2010 Hitnotering: (Week 19 t/m 30) 26-02-2011 t/m 14-05-2011 | Hitnotering: (Week 1 t/m 18) 10-07-2010 t/m 06-11-2010 Hitnotering: (Week 19 t/m 30) 26-02-2011 t/m 14-05-2011 | Hitnotering: (Week 1 t/m 18) 10-07-2010 t/m 06-11-2010 Hitnotering: (Week 19 t/m 30) 26-02-2011 t/m 14-05-2011 | Hitnotering: (Week 1 t/m 18) 10-07-2010 t/m 06-11-2010 Hitnotering: (Week 19 t/m 30) 26-02-2011 t/m 14-05-2011 | Hitnotering: (Week 1 t/m 18) 10-07-2010 t/m 06-11-2010 Hitnotering: (Week 19 t/m 30) 26-02-2011 t/m 14-05-2011 | Hitnotering: (Week 1 t/m 18) 10-07-2010 t/m 06-11-2010 Hitnotering: (Week 19 t/m 30) 26-02-2011 t/m 14-05-2011 | Hitnotering: (Week 1 t/m 18) 10-07-2010 t/m 06-11-2010 Hitnotering: (Week 19 t/m 30) 26-02-2011 t/m 14-05-2011 | Hitnotering: (Week 1 t/m 18) 10-07-2010 t/m 06-11-2010 Hitnotering: (Week 19 t/m 30) 26-02-2011 t/m 14-05-2011 | Hitnotering: (Week 1 t/m 18) 10-07-2010 t/m 06-11-2010 Hitnotering: (Week 19 t/m 30) 26-02-2011 t/m 14-05-2011 | Hitnotering: (Week 1 t/m 18) 10-07-2010 t/m 06-11-2010 Hitnotering: (Week 19 t/m 30) 26-02-2011 t/m 14-05-2011 | Hitnotering: (Week 1 t/m 18) 10-07-2010 t/m 06-11-2010 Hitnotering: (Week 19 t/m 30) 26-02-2011 t/m 14-05-2011 | Hitnotering: (Week 1 t/m 18) 10-07-2010 t/m 06-11-2010 Hitnotering: (Week 19 t/m 30) 26-02-2011 t/m 14-05-2011 | Hitnotering: (Week 1 t/m 18) 10-07-2010 t/m 06-11-2010 Hitnotering: (Week 19 t/m 30) 26-02-2011 t/m 14-05-2011 |
| Week: | 1 | 2 | 3 | 4 | 5 | 6 | 7 | 8 | 9 | 10 | 11 | 12 | 13 | 14 | 15 | 16 |
| --- | --- | --- | --- | --- | --- | --- | --- | --- | --- | --- | --- | --- | --- | --- | --- | --- |
| Positie: | 32 | 14 | 7 | 11 | 12 | 11 | 13 | 18 | 39 | 44 | 54 | 62 | 68 | 54 | 89 | 80 |
| Week: | 17 | 18 | | 19 | 20 | 21 | 22 | 23 | 24 | 25 | 26 | 27 | 28 | 29 | 30 | |
| Positie: | 69 | 94 | uit | 79 | 66 | 78 | 54 | 92 | 65 | 60 | 35 | 56 | 55 | 91 | 95 | uit |